# Bürgerschaftswahl in Hamburg 2008
- Linke: 8
- SPD: 45
- GAL: 12
- CDU: 56

- Regierung: 68
- Opposition: 53

Die Wahl zur 19. Hamburgischen Bürgerschaft fand am 24. Februar 2008 statt.

## Endergebnis
Nach dem am 5. März 2008 festgestellten amtlichen Endergebnis verteilten sich die Stimmen wie folgt:
| Listen                    | Listen                | Wahlkreisstimmen | Wahlkreisstimmen | Wahlkreisstimmen | Landesstimmen | Landesstimmen | Landesstimmen | Mandate Gesamt |
| Listen                    | Listen                | Stimmen          | %                | Mandate          | Stimmen       | %             | Mandate       | Mandate Gesamt |
| ------------------------- | --------------------- | ---------------- | ---------------- | ---------------- | ------------- | ------------- | ------------- | -------------- |
|                           | CDU                   | 1.451.742        | 39,0             | 31               | 331.067       | 42,6          | 25            | 56             |
|                           | SPD                   | 1.214.263        | 32,6             | 26               | 265.516       | 34,1          | 19            | 45             |
|                           | GAL                   | 508.118          | 13,6             | 11               | 74.472        | 9,6           | 1             | 12             |
|                           | LINKE                 | 274.196          | 7,4              | 3                | 50.132        | 6,4           | 5             | 8              |
|                           | FDP                   | 222.598          | 6,0              | –                | 36.953        | 4,8           | –             | –              |
|                           | DVU                   | –                | –                | –                | 6.354         | 0,8           | –             | –              |
|                           | Kusch                 | 29.746           | 0,8              | –                | 3.519         | 0,5           | –             | –              |
|                           | GRAUE                 | –                | –                | –                | 2.399         | 0,3           | –             | –              |
|                           | Die PARTEI            | 6.698            | 0,2              | –                | 1.958         | 0,3           | –             | –              |
|                           | PIRATEN               | 2.207            | 0,1              | –                | 1.773         | 0,2           | –             | –              |
|                           | AGFG                  | 923              | 0,0              | –                | 989           | 0,1           | –             | –              |
|                           | ödp                   | 2.065            | 0,1              | –                | 981           | 0,1           | –             | –              |
|                           | POP                   | 1.262            | 0,0              | –                | 772           | 0,1           | –             | –              |
|                           | Zentrum               | 2.574            | 0,1              | –                | 646           | 0,1           | –             | –              |
|                           | Einzelbewerber/Übrige | 7.154            | 0,2              | –                | –             | –             | –             | –              |
| Gesamt                    | Gesamt                | 3.723.546        | 100              | 71               | 777.531       | 100           | 50            | 121            |
|                           |                       |                  |                  |                  |               |               |               |                |
| Gültige Stimmzettel       | Gültige Stimmzettel   | 759.547          | –                |                  | 777.531       | –             |               |                |
| Ungültige Stimmzettel     | Ungültige Stimmzettel | 24.423           | 3,1              |                  | 7.712         | 1,0           |               |                |
| Wähler                    | Wähler                | 783.970          | 63,4             |                  | 785.243       | 63,5          |               |                |
| Wahlberechtigte           | Wahlberechtigte       | 1.236.671        |                  |                  | 1.236.671     |               |               |                |
|                           |                       |                  |                  |                  |               |               |               |                |
| Quelle: Statistisches Amt |                       |                  |                  |                  |               |               |               |                |

## Ausgangssituation
Bei der vorigen Bürgerschaftswahl im Jahr 2004 hatte die CDU die absolute Mehrheit der Mandate erreicht. Die Landesregierung bestand aus einer CDU-Alleinregierung unter Führung von Bürgermeister Ole von Beust.
Das amtliche Endergebnis der Wahl vom 29. Februar 2004 lautete wie folgt:
| Partei        | Stimmanteil | Sitze |
| ------------- | ----------- | ----- |
| CDU           | 47,2 %      | 63    |
| SPD           | 30,5 %      | 41    |
| GAL           | 12,3 %      | 17    |
| Pro DM/Schill | 3,1 %       | —     |
| FDP           | 2,8 %       | —     |
| Regenbogen    | 1,1 %       | —     |
| Graue         | 1,1 %       | —     |
| Sonstige      | 1,9 %       | —     |

Die Wahlbeteiligung lag 2004 bei 68,7 %.

### Wahlberechtigte 2008 in Hamburg
Zur Hamburgischen Bürgerschaftswahl 2008 waren 1.236.671 Personen wahlberechtigt. Dies waren 21.736 mehr als 2004. Für die Bezirksversammlungswahlen 2008 waren zusätzlich rund 65.000 in Hamburg wohnende Menschen aus den anderen 26 Mitgliedsstaaten der Europäischen Union wahlberechtigt.

### Neuerungen im Wahlrecht
Nach drei Wahlrechtsänderungen zwischen dem 13. Juni 2004 und dem 4. Juli 2007 wurden die Sitze in der Bürgerschaft am 24. Februar 2008 erstmals nach einem neuen Wahlrecht verteilt. Bei den Wahlen zur Landesliste hatten die Wahlberechtigten wie bisher eine Stimme. Im Wahlkreis standen ihnen jedoch nun fünf Stimmen zur Verfügung, die sie auf mehrere Kandidierende verteilen (Panaschieren) oder häufeln (Kumulieren) konnten.
Nach dem neuen Wahlrecht wurden von den 121 Bürgerschaftsmandaten 50 aus den Landeslisten besetzt und 71 über die Ergebnisse in den neu gebildeten 17 Wahlkreisen vergeben. Da die Hamburger Wahlkreise verschieden groß sind, zogen aus diesen 17 Wahlkreisen jeweils zwischen drei und fünf Direktkandidaten (= Wahlkreiskandidaten) in die Hamburgische Bürgerschaft ein.
Der ursprüngliche Plan, erstmals einen digitalen Wahlstift einzusetzen, wurde wegen Sicherheitsbedenken verworfen.

### Umfragen
Die Tabelle enthält die Ergebnisse von vor den Wahlen durchgeführten Umfragen verschiedener Anbieter.
| Partei | GMS    | election.de | Psephos | Infra  | Emnid  | FGW    | Infra  | Infra  | Psephos | election | Infra  | Emnid  | AMR    | Infra  | TNS    | Psephos | Emnid  | Infra  |
| Datum  | 21.02. | 20.02.      | 18.02.  | 17.02. | 16.02. | 15.02. | 14.02. | 01.02. | 24.01.  | 23.01.   | 07.01. | 05.01. | 29.12. | 14.12. | 11.12. | 08.12.  | 08.12. | 06.09. |
| ------ | ------ | ----------- | ------- | ------ | ------ | ------ | ------ | ------ | ------- | -------- | ------ | ------ | ------ | ------ | ------ | ------- | ------ | ------ |
| CDU    | 40 %   | 41 %        | 42 %    | 39 %   | 42 %   | 41 %   | 39 %   | 41 %   | 42 %    | 37 %     | 40 %   | 42 %   | 42 %   | 41 %   | 40 %   | 44 %    | 41 %   | 42 %   |
| SPD    | 35 %   | 35 %        | 34 %    | 35 %   | 32 %   | 34 %   | 35 %   | 33 %   | 36 %    | 38 %     | 35 %   | 31 %   | 33 %   | 34 %   | 33 %   | 33 %    | 31 %   | 32 %   |
| GAL    | 9 %    | 10 %        | 9 %     | 9 %    | 11 %   | 10 %   | 10 %   | 10 %   | 10 %    | 13 %     | 11 %   | 13 %   | 12 %   | 12 %   | 13 %   | 12 %    | 12 %   | 13 %   |
| FDP    | 4 %    | 4 %         | 5 %     | 5 %    | 5 %    | 5 %    | 5 %    | 5 %    | 3,5 %   | 5 %      | 4 %    | 5 %    | 4 %    | 3 %    | 3 %    | 3 %     | 5 %    | 4 %    |
| LINKE  | 8 %    | 6 %         | 7 %     | 9 %    | 7 %    | 7 %    | 8 %    | 7 %    | 5 %     | 6 %      | 6 %    | 7 %    | 7 %    | 7 %    | 7 %    | 5 %     | 8 %    | 7 %    |
| Andere | 4 %    | 4 %         | 3 %     | 3 %    | 3 %    | 3 %    | 3 %    | 4 %    | 3,5 %   | 1 %      | 4 %    | 2 %    | 2 %    | 3 %    | 4 %    | 3 %     | 3 %    | 2 %    |

Da sich die Umfragen der klassischen Meinungsforschungsinstitute lediglich auf die Landeslisten beziehen, wurden von election.de am 2. und am 16. Februar 2008 für Hamburg zusätzlich Prognosen bezüglich der Wahlkreismandate in den 17 Wahlkreisen erstellt.

## Wahlanalyse

### Wahlbeteiligung und Auszählung
Die Wahlbeteiligung lag 2008 bei 63,5 % (Landesliste 63,5 % Wahlkreisliste 63,4 %). Sie lag damit nicht nur niedriger als bei der Wahl 2004, an der 68,7 % der Wahlberechtigten teilnahmen (bei allerdings über 21.000 zusätzlichen Wahlberechtigten), sondern es war auch die bislang geringste Wahlbeteiligung bei einer Bürgerschaftswahl (zuvor 1991 mit 66,1 %).
Der Anteil der durch Briefwahl abgegebenen Stimmen stieg von 12,4 % (2004) auf 15,2 % der Wahlberechtigten oder 188.209 abgegebene Stimmen (bezogen auf die Landeslisten-Stimmen).
Zugleich sank der Anteil ungültiger Stimmen bei den Landeslisten-Stimmen von 1,3 % auf 1 % (7.712 ungültige Stimmen). Bei den neuen Wahlkreislisten hingegen fiel der Anteil ungültiger Stimmen mit 3,4 % höher aus (4,1 % ungültige Wahlkreisstimmzettel bei der Bezirksversammlungswahl).
Da der ursprünglich anvisierte Einsatz eines digitalen Wahlstiftes für die Wahl mit ihrem neuen Wahlsystem kurzfristig nicht erfolgte, wurden die Stimmen wie üblich per Hand ausgezählt und unter anderem die Zahl der Wahlhelfer von 11.000 auf etwa 15.500 aufgestockt. Bei der manuellen Auszählung sollten zunächst nach Schließung der Wahllokale die Landes- und Bezirkslistenstimmzettel (mit jeweils einer Stimme) ausgezählt werden und in den folgenden Tagen die Wahlkreisstimmzettel für Bürgerschaft und Bezirksversammlung. Dennoch kam es verschiedentlich zu Schwierigkeiten bei der Auszählung, weshalb am Wahlabend lediglich ein Teilergebnis ermittelt werden konnte. Das vorläufige amtliche Endergebnis konnte vom Landeswahlamt erst am Mittwochabend, dem 27. Februar bekanntgegeben werden.

### Faktor Alter
Bereits am Wahlabend hatte SPD-Spitzenkandidat Michael Naumann darauf hingewiesen, dass die Wahlergebnisse sehr stark vom Alter der Wähler abhingen. Laut der offiziellen Auswertung des Statistischen Amtes für Hamburg und Schleswig-Holstein kam die CDU nur bei den über 60 Jahre alten Wählern über 36 Prozent hinaus. Das ursprünglich anvisierte CDU-FDP-Bündnis erreichte allein dort eine eigenständige Mehrheit von 57,3 %. Da sich aber überdurchschnittlich viele Rentner an der Wahl beteiligten, wurde der Ausgang der Bürgerschaftswahl durch die Stimmen der Altersgruppe ab 60 Jahren entschieden.
Der Stimmenanteil von Rot-Grün schwankte dagegen bei Wählern in den Altersgruppen zwischen 18 und 59 Jahren zwischen 49,6 % (35- bis 44-Jährige) und 55,6 % (18- bis 24-Jährige; je 50,0 % bei 25- bis 34- und 45- bis 59-Jährigen), so dass Rot-Grün bei drei der insgesamt vorhandenen fünf Altersgruppen eine eigenständige Mehrheit an Stimmen erringen konnte, sowie bei der vierten lediglich 0,4 % darunterlag.
Die bereits vor der Wahl von den Medien stark thematisierte Option Schwarz-Grün erreichte bei Addierung der Stimmenanteile bei zwei der fünf Altersgruppen (35–44 Jahre: 51,7 %, ab 60: 56,9 %) eine Mehrheit.
SPD und Linkspartei erreichten zusammengenommen bei den 45- bis 59-Jährigen einen Stimmenanteil von 49,2 %.

### Verluste bei der GAL
Wo die GAL Stimmen gegenüber 2004 verloren hatte, gingen diese an die SPD und mehr noch an die Linke. Auf dem linken Parteiflügel der Grünen wurde dies mit dem Beschluss in Verbindung gebracht, eine Koalition mit der CDU nicht vollkommen abzulehnen, was linke GAL-Wähler verschreckt habe; Der Spiegel schrieb hierzu nach der Wahl, dass sich 76 Prozent der Grünenwähler als links sähen, was ein größerer Anteil als bei Wählern der Linkspartei sei. Trotzdem verzeichnete die GAL in den ersten vier Monaten des Jahres 2008 mehr Ein- als Austritte.

## Bürgerschaft der 19. Wahlperiode
Siehe auch: Hamburgische Bürgerschaft, Liste der Bürgerschaftspräsidenten, Liste der MdHB 
Die erste Sitzung der neuen Bürgerschaft fand am 12. März 2008 statt. Unter dem Vorsitz der Alterspräsidentin Elke Thomas wurde erneut Berndt Röder (CDU) zum Präsidenten und ebenso Barbara Duden (SPD) zur Ersten Vizepräsidentin der Hamburgischen Bürgerschaft gewählt. Am 24. Februar 2010 wurde der Abgeordnete Lutz Mohaupt (parteilos/CDU-Fraktion) zum Nachfolger des zurückgetretenen Bürgerschaftspräsidenten Röder.
Die Bürgerschaft umfasst 121 Abgeordnete. Seit Juli 2010 gehört ein Abgeordneter (ursprünglich SPD-Fraktion) keiner Bürgerschaftsfraktion mehr an.
Die einzelnen Mitglieder (zum Teil auch Änderungen, durch nicht angetretene oder ruhende Mandate, ausgeschiedene Abgeordnete usw.) sind in der Liste der Mitglieder der Hamburgischen Bürgerschaft (19. Wahlperiode).

### Parlamentarische Untersuchungsausschüsse (PUA)
Vom Kontrollinstrument der Bürgerschaft gegenüber dem Senat, der Einrichtung eines parlamentarischen Untersuchungsausschusses wurde auch in der 19. Wahlperiode Gebrauch gemacht. Gemeinsam mit dem Land Schleswig-Holstein wurde der Untersuchungsausschuss HSH-Nordbank (39. PUA seit 1946) zur Untersuchung der Umstände der Krise der gemeinsamen Landesbank. Ihm folgte der 2010 eingerichtete Parlamentarischer Untersuchungsausschuss „Elbphilharmonie“ zu den Unstimmigkeiten im Rahmen des Bauprojektes.

## Regierungsbildung

### Grundbedingungen
Die bisher allein regierende CDU hatte ihre absolute Mehrheit verloren. Die FDP war erneut an der Fünf-Prozent-Hürde gescheitert. Obwohl die Zugewinne der SPD die Verluste der GAL überstiegen und beide zusammen mehr Sitze erhielten als die CDU, konnten sie keine Regierung bilden. Da zur Wahl des Ersten Bürgermeisters eine Zustimmung von mehr als 50 Prozent der Abgeordneten nötig ist, wäre diese Mehrheit für SPD und GAL nur zusammen mit den Stimmen der Linkspartei erreichbar gewesen. Letztere hatten zwar vor der Wahl angekündigt und auch danach bekräftigt, Rot-Grün ohne aktive Teilnahme in einer Regierungskoalition als Minderheitsregierung ins Amt wählen zu wollen, sofern die SPD grundlegende Forderungen des Sofortprogramms der Linken akzeptieren und umsetzen würde. Allerdings schied diese theoretische Möglichkeit aufgrund der kategorischen Weigerung Naumanns aus, sich von der Linken tolerieren zu lassen.

### Schwarz-grüne Verhandlungen
Die CDU hatte sich als stärkste Partei zum Wahlsieger erklärt und nahm für sich den Auftrag zur Regierungsbildung in Anspruch. Gespräche mit GAL und SPD wurden angekündigt. Medial wurde schon im Vorfeld der Wahl immer wieder die Möglichkeit einer ersten schwarz-grünen Koalition auf Landesebene betont, da Bürgermeister von Beust angekündigt hatte, einer solchen offen gegenüberzustehen. Die Grünen-Bundesvorsitzende Roth betonte, die Koalitionsentscheidung sei Sache des Landesverbandes und dass man sich Gesprächen mit der CDU nicht verweigern werde. Die Mitgliederversammlung der GAL hatte sich deutlich für ein Sondierungsgespräch mit der CDU ausgesprochen, nachdem GAL-Landeschefin Anja Hajduk auf der Abstimmungsversammlung gesagt hatte, unverbindliche Sondierungsgespräche mit der CDU abzulehnen könne der GAL als Schwäche ausgelegt werden. Am 6. März sprachen sich die Spitzen von CDU und GAL in Anträgen an ihre jeweiligen Parteigremien für die Aufnahme von Koalitionsverhandlungen aus. Auch die Landesmitgliederversammlung der GAL stimmte am Abend des 6. März nach teils heftiger Debatte für die Aufnahme von Koalitionsverhandlungen mit der CDU.
Der stellvertretende Fraktionschef der Grünen im Bundestag Christian Ströbele sprach nach der GAL-Entscheidung für Koalitionsverhandlungen mit der CDU von „erheblichen Bauchschmerzen“, da sich die Grünen/GAL nicht auf eine reine Umweltpartei reduzieren ließen und sich daher weit größere inhaltliche Differenzen zwischen GAL und CDU fänden, als mittels taktischer Kompromisse beim Kraftwerk Moorburg oder bei der Schulpolitik überbrückbar wären; ohne der Hamburger GAL Vorschriften machen zu wollen, sehe er jedoch ebenso wie Jürgen Trittin weit größere inhaltliche Übereinstimmungen zwischen GAL und Linkspartei, wohingegen eine Koalition mit der CDU einen Abschied vom „Grundcharakter“ der Grünen darstelle.
Am 17. April 2008 einigten sich CDU und Grüne grundsätzlich auf einen Koalitionsvertrag. Es gebe nichts mehr, was noch in großer Runde geklärt werden müsse, sagte die GAL-Innenexpertin Antje Möller.
Nach Abschluss der Koalitionsverhandlungen wurde am 7. Mai 2008 Ole von Beust von der Hamburgischen Bürgerschaft erneut zum Ersten Bürgermeister gewählt. Mit 69 von 121 Stimmen (bei 52 Gegenstimmen und keiner Enthaltung) erhielt er damit mindestens eine Stimme aus den Reihen der Opposition. Die von ihm ernannten Mitglieder des schwarz-grünen Senats wurden gemeinschaftlich von der Bürgerschaft (siehe: Senat von Beust III) bestätigt, erhielten jedoch nur 67 Stimmen (bei 68 Sitzen von CDU und GAL).

### Verhandlungen zu einer Großen Koalition
Auch möglich war nach dem Wahlergebnis eine Große Koalition; dementsprechend fanden Sondierungsgespräche zwischen CDU und SPD statt.

## Senatsbildung
Siehe auch: Senat der Freien und Hansestadt Hamburg, Erster und Zweiter Bürgermeister

### 1. Senat (von Beust)
Am 7. Mai 2008 wählte die Bürgerschaft Ole von Beust erneut zum Ersten Bürgermeister und Präsidenten des Senats. Während von Beust noch 2001 und 2004 nicht alle möglichen Stimmen der Regierungsparteien erhielt, gaben ihm nun 69 der 121 Abgeordneten ihre Stimme. Da die CDU über 56, die GAL über 12 Sitze verfügte, stammte vermutlich eine aus dem Oppositionslager. Die von Ole von Beust in den Senat berufenen Senatoren (Senat von Beust III) erhielten bei der gemeinsamen Bestätigung durch die Bürgerschaft mit 67 Stimmen und 54 Gegenstimmen eine weniger als erwartet. Nach dem Rücktritt des Finanzsenators Michael Freytag übernahm der am 31. März 2010 mit allen Stimmen der anwesenden CDU/GAL-Abgeordneten in den Senat gewählte Carsten Frigge das Finanzressort.
Am 18. Juli 2010 fand ein Volksentscheid zur Schulreform in Hamburg statt, der zu Gunsten der Bürgerinitiative ausging und sich gegen die Vorlage von Senat und allen Bürgerschaftsparteien aussprach. Vor Abstimmungsende kündigte Bürgermeister Ole von Beust seinen, sowie den Rücktritt von Senatorin Karin von Welck (parteilos, Präses der Behörde für Kultur, Sport und Medien) und des Staatsrates Volkmar Schön mit Wirkung zum 25. August an. Er erklärte, dass er nach langer politischer Tätigkeit 2012 nicht mehr antreten wolle und er einen früheren Rücktritt angesichts zu lösender Probleme und Krisen nicht für verantwortbar gehalten habe. Der bisherige Innensenator Christoph Ahlhaus wurde von ihm als Nachfolger vorgeschlagen. Am 23. Juli bot zudem Senator Axel Gedaschko an, dass er nicht mehr zu einer Neuberufung des Senats zur Verfügung stehen wolle, da er bereits Wochen zuvor den Bürgermeister informiert habe, dass er eine neue berufliche Aufgabe anstrebe.

### 2. Senat (Ahlhaus)
Am 25. August 2010 wurde Christoph Ahlhaus mit 70 Stimmen (2 aus der Opposition) zum neuen Ersten Bürgermeister gewählt. Da verfassungsgemäß die Amtszeit des alten Senats mit dem Rücktritt von Ole von Beust endete, wurde der von Ahlhaus berufene Senat (Senat Ahlhaus) in gleicher Sitzung von der Bürgerschaft mit den bisherigen Senatsmitgliedern sowie die neuen Präsides der Innen-, Wirtschafts- und Kulturbehörde in geheimer Wahl bestätigt. Hier votierten hingegen mindestens 4 Abgeordnete von CDU und GAL gegen die Regierung.
Am 24. November 2010 erklärte Finanzsenator Carsten Frigge bei der Vorstellung seines Haushaltsplanes für 2011 (einem der größten Sparhaushalte der Stadt) in der Bürgerschaft seinen Rücktritt und verblieb kommissarisch noch einige Tage im Amt. Zur Neuwahl eines Senators kam es indes nicht mehr, da am 28. November 2010 die GAL mitteilte, dass sie die Koalition mit der CDU beendet und Neuwahlen anstrebe.
Am 29. November entließ der Bürgermeister darauf die drei Senatoren der GAL, darunter die Zweite Bürgermeisterin Christa Goetsch. Am folgenden Tag beschloss der restliche Senat (Minderheitsregierung) eine neue Verteilung der Ressorts auf die verbliebenen Senatsmitglieder.

## Wahlkreise und Mandate
| Nr. | Wahlkreis                                  | Sitze | Bezirk        | Stadtteile |
| --- | ------------------------------------------ | ----- | ------------- | --- |
| 1   | Hamburg-Mitte                              | 5     | Hamburg-Mitte | Altstadt, HafenCity, Neustadt, St. Pauli, St. Georg, Hammerbrook, Borgfelde, Hamm-Nord, -Mitte, -Süd, Horn, Neuwerk                                   |
| 2   | Billstedt – Wilhelmsburg – Finkenwerder    | 5     | Hamburg-Mitte | Billstedt, Billbrook, Rothenburgsort, Veddel, Wilhelmsburg, Kleiner Grasbrook, Steinwerder, Waltershof, Finkenwerder                                  |
| 3   | Altona                                     | 5     | Altona        | Altona-Altstadt, Altona-Nord, Ottensen, Bahrenfeld, Groß Flottbek, Othmarschen, Sternschanze                                                          |
| 4   | Blankenese                                 | 5     | Altona        | Lurup, Osdorf, Nienstedten, Blankenese, Iserbrook, Sülldorf, Rissen                                                                                   |
| 5   | Rotherbaum – Harvestehude – Eimsbüttel-Ost | 3     | Eimsbüttel    | Rotherbaum, Harvestehude, Hoheluft-West, Eimsbüttel                                                                                                   |
| 6   | Stellingen – Eimsbüttel-West               | 3     | Eimsbüttel    | Eidelstedt, Stellingen, Eimsbüttel |
| 7   | Lokstedt – Niendorf – Schnelsen            | 4     | Eimsbüttel    | Lokstedt, Niendorf, Schnelsen |
| 8   | Eppendorf – Winterhude                     | 4     | Hamburg-Nord  | Hoheluft-Ost, Eppendorf, Winterhude |
| 9   | Barmbek – Uhlenhorst – Dulsberg            | 5     | Hamburg-Nord  | Uhlenhorst, Hohenfelde, Barmbek-Nord, -Süd, Dulsberg                                                                                                  |
| 10  | Fuhlsbüttel – Alsterdorf – Langenhorn      | 4     | Hamburg-Nord  | Groß Borstel, Alsterdorf, Ohlsdorf, Fuhlsbüttel, Langenhorn                                                                                           |
| 11  | Wandsbek                                   | 4     | Wandsbek      | Eilbek, Wandsbek, Marienthal, Jenfeld, Tonndorf |
| 12  | Bramfeld – Farmsen-Berne                   | 4     | Wandsbek      | Farmsen-Berne, Bramfeld, Steilshoop |
| 13  | Alstertal – Walddörfer                     | 5     | Wandsbek      | Wellingsbüttel, Sasel, Poppenbüttel, Hummelsbüttel, Lemsahl-Mellingstedt, Duvenstedt, Wohldorf-Ohlstedt, Bergstedt, Volksdorf                         |
| 14  | Rahlstedt                                  | 4     | Wandsbek      | Rahlstedt |
| 15  | Bergedorf                                  | 5     | Bergedorf     | Allermöhe, Altengamme, Bergedorf, Billwerder, Curslack, Kirchwerder, Lohbrügge, Moorfleet, Neuengamme, Ochsenwerder, Reitbrook, Spadenland, Tatenberg |
| 16  | Harburg                                    | 3     | Harburg       | Harburg, Neuland, Gut Moor, Wilstorf, Rönneburg, Langenbek, Sinstorf, Marmstorf, Eißendorf, Heimfeld                                                  |
| 17  | Süderelbe                                  | 3     | Harburg       | Altenwerder, Moorburg, Hausbruch, Neugraben-Fischbek, Francop, Neuenfelde, Cranz, Eißendorf, Heimfeld                                                 |

## Spitzenkandidaten und Einzelbewerber
Spitzenkandidaten der auch im Bundestag vertretenen Parteien:
- Spitzenkandidat der CDU war Ole von Beust.[32]
- Spitzenkandidat der SPD war Michael Naumann.[33]
- Spitzenkandidatin der GAL war Christa Goetsch.[34]
- Spitzenkandidat der FDP war Hinnerk Fock.[35]
- Spitzenkandidatin von Die Linke war Dora Heyenn.[36]

Spitzenkandidaten sonstiger Parteien
- Die Allianz für Gesundheit, Frieden und soziale Gerechtigkeit trat nur mit einer einzigen Person an. Sowohl auf der Landesliste als auch im Wahlkreis Rotherbaum – Harvestehude – Eimsbüttel-Ost bewarb sich Gesine Freytag.
- Spitzenkandidat der Partei für Arbeit, Rechtsstaat, Tierschutz, Elitenförderung und basisdemokratische Initiative war der Entertainer und Autor Heinz Strunk (bürgerlich Mathias Halfpape).
- Spitzenkandidat der Deutschen Volksunion war Matthias Faust. Sie erzielte trotz eines finanziell aufwändigen Wahlkampfes[37] nur 0,8 %; wenngleich dies damit das beste Ergebnis einer nicht im Bundestag vertretenen Partei bei dieser Wahl darstellt.
- Spitzenkandidatin von Die Grauen – Graue Panther war Maud Förster-Guthau. Die Grauen mussten gegenüber der vormaligen Wahl, bei der sie 1,1 % erhielten, deutliche Verluste einstecken und erreichten 0,3 %. Es war die letzte Wahlteilnahme der Partei.
- Spitzenkandidat von Rechte Mitte HeimatHamburg war der ehemalige Hamburger Justizsenator Roger Kusch. Mit Bodo Theodor Adolphi, Friedrich Adolphi und Reinhold J. W. Schaube befinden sich unter den Kandidaten außerdem drei ehemalige Bürgerschaftsabgeordnete der bis 2007 existierenden Partei Rechtsstaatlicher Offensive (auch als Schill-Partei bekannt). Trotz des Bekanntheitsgrads des Gründers Roger Kusch und der entsprechenden medialen Aufmerksamkeit, die der Partei seit der Gründung im Jahr 2006 zuteilwurde, blieb das Wahlergebnis unter deren Erwartung, weshalb sie sich anderthalb Monate später auflöste.
- Spitzenkandidatin der Ökologisch-Demokratischen Partei war Verena Häggberg. Die Partei konnte gegenüber der Wahl von 2004 um etwa 300 Stimmen zulegen und damit den seit 2006 anhaltenden Abwärtstrend bei Landtagswahlen beenden.
- Spitzenkandidat der Piratenpartei Deutschland war Bernhard Schillo.
- Spitzenkandidat der Pogo-Partei war Vincent Burmeister.
- Spitzenkandidat der Deutschen Zentrumspartei war Dirk Nockemann, der von 2003 bis 2004 Hamburger Innensenator war. Neben Nockemann kandidierten mit Norbert Frühauf, Peter-Alexander von der Marwitz und Peter Lorkowski drei weitere ehemalige Funktionäre bzw. Abgeordnete der bis 2007 existierenden Partei Rechtsstaatlicher Offensive (Schill-Partei).

Die Wählervereinigung Regenbogen und die Partei Pro DM die bei der letzten Wahl 2004 1,1 bzw. 3,1 % der Stimmen erreichten, lösten sich bereits 2007 auf und traten somit nicht zur Bürgerschaftswahl an.
Einzelbewerber
- Ingo Böttcher[38] im Wahlkreis Billstedt – Wilhelmsburg – Finkenwerder
- Lothar Hilmer[39] im Wahlkreis Wandsbek
- Harry Schaub[40] im Wahlkreis Bramfeld – Farmsen-Berne
- Marouf Shadab[41] im Wahlkreis Billstedt – Wilhelmsburg – Finkenwerder
- Torsten Wrage[42] im Wahlkreis Barmbek – Uhlenhorst – Dulsberg